# Pfleiderer AG

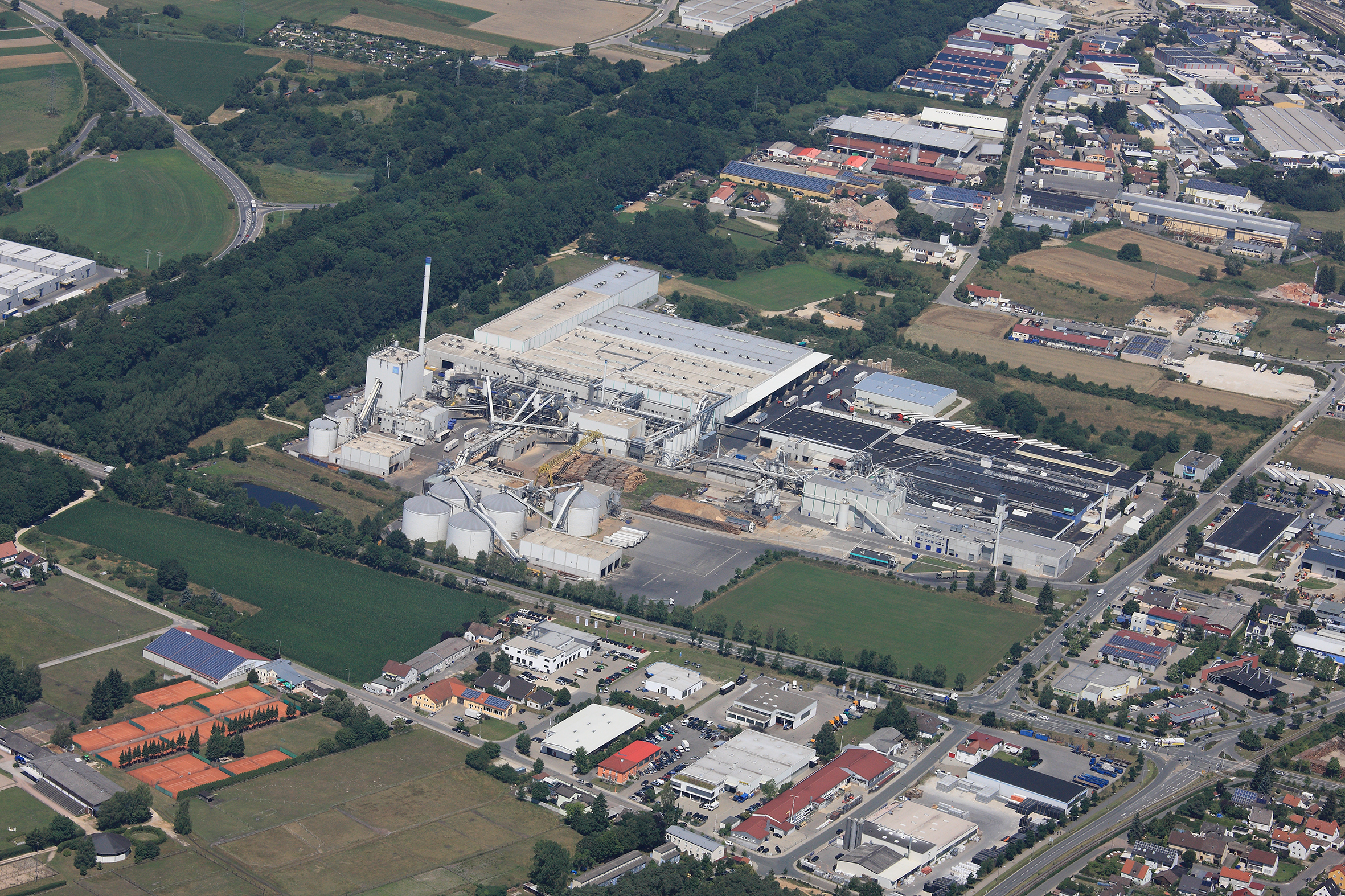
Заводские помещения в Ноймаркте

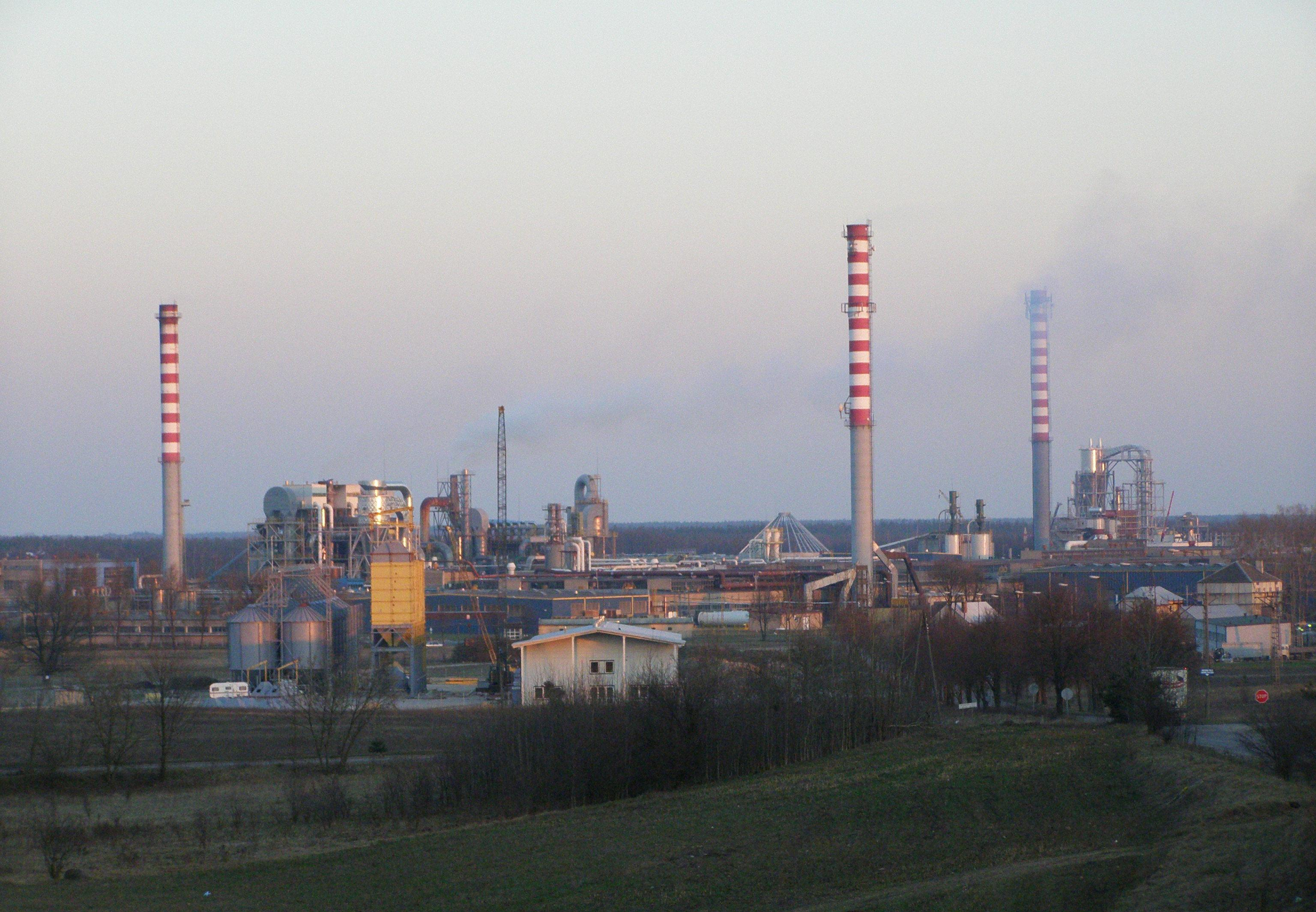
Завод в Граево

«Pfleiderer AG» (Флайдерер) — компания, специализируется на производстве древесных материалов, особенно древесноволокнистых плит средней плотности и древесно-стружечных плит. Главный офис расположен в Германии, городе Ноймаркт-ин-дер-Оберпфальц. По состоянию на 2012 год, на предприятиях Pfleiderer работало около 3100 человек в восьми различных заводах, расположенных в Германии и Польше. Компания является лидером в Германии на рынке ламинированных стружечных плит. С 2012 года Pfleiderer является 100 % дочерней компанией Atlantik S.A. из Люксембурга.

## История
Компания была основана как фирма торговли пиломатериалами Густавом Адольфом Флайдерером (1845—1896) в 1894 году в городе Хайльбронн. После его ранней смерти дело продолжили его сыновья Адольф Флайдерер (1877—1957) и Пауль Отто Флайдерер (1880—1960). После Первой мировой войны братья расширили компанию, и она стала производителем изделий из древесины. В 1919 году была приобретена лесопилка в Ноймаркте, позже бумажная фабрика в Тайснахе и паровая лесопилка в Бад-Гроспертхольце. Компания расширилась также благодаря другому брату — Георгу Флайдереру (1892—1973), который спланировал завод в Ноймаркте в качестве архитектора и входил совет управления в качестве менеджера с 1927 года. В 1931 году штаб-квартира компании переехала в Ноймаркт.
В 1949 году руководство компанией перешло к сыну Пауль Отто Флайдерера Герберту Флайдереру (1912—1982). Под его руководством компания расширила ассортимент продукции, начала производить в том числе железнодорожные шпалы и бетонные опоры. Уже к 1960 году компания стала крупнейшим немецким производителем продукции из древесины. В 1962 году началось производство древесностружечных плит, которое непрерывно расширяется. Около 1970 года у Pfleiderer было уже более 1000 сотрудников. В 1973 году управление переходит к Эрнсту-Герберту Флайдереру, сыну Герберта Флайдерера.
С начала 1980-х годов компания расширила инвестиции в другие области производства строительных материалов. В конце 1990-х на Pfleiderer Group работало 11200 человек в 40 производствах. Новым крупным акционеом стала «One Equity Partners», с 23,3 % акций на 2009 год.
Компания выросла до одного из крупнейших в Европе производителей древесных материалов. Когда в 2003 году руководство перешло к Хансу Овердиеку, была начата политика быстрого расширения. Компания заняла чрезмерно много заемных средств и совершала сделки с завышенной стоимостью. Займы направлялись на борьбу за рынок жилья в США. Когда в 2008 году назрел кризис недвижимости, высокая долговая нагрузка Pfleiderer превратилась в финансовую катастрофу, которая привела компанию к банкротству в марте 2012 года. Имея почти один миллиард евро чистого долга, Pfleiderer стал одним из крупнейших корпоративных неудач современной немецкой экономики.
По состоянию на 2013 г. компания успешно вышла из банкротства. Это было достигнуто в основном за счет продажи многих бизнес-единиц, в том числе производства ламината и сворачивания всей деятельности в США.
С января 2016 года компания принадлежит Pfleiderer Group, со штаб-квартирой в г. Вроцлав (Польша) и котируются на Варшавской фондовой бирже.